# Sławomir Rutka
Sławomir Rutka (ur. 16 kwietnia 1975 w Jedlni–Letnisko, zm. 22 lutego 2009 w Pionkach) – polski piłkarz, grający na pozycji obrońcy.
Sławomir Rutka był wychowankiem Jodły Jedlnia–Letnisko. Następnie grał w Prochu Pionki, Radomiaku Radom, MG MZKS Kozienice i Koronie Kielce. W 1999 roku trafił do Legii Warszawa, w której barwach zadebiutował w pierwszej lidze. Później był zawodnikiem Widzewa Łódź, Ruch Radzionków i ŁKS-u Łódź. W 2003 roku podpisał po raz drugi w karierze kontrakt z Koroną. Z kieleckim klubem przebył drogę z trzeciej do pierwszej ligi.
W kwietniu 2008 roku Rutka rozwiązał kontrakt z Koroną z powodu informacji o aferze korupcyjnej w kieleckim klubie w sezonie 2003/2004. W grudniu został oskarżony przez prokuraturę o udział w korupcji. Przyznał się do zarzucanych mu czynów i zdecydował na dobrowolne poddanie się karze. Zgodził się na wyrok 2 lat więzienia w zawieszeniu na 4 lata i grzywnę.
Latem 2008 roku, po rozwiązaniu kontraktu z Koroną Rutka powrócił do rodzinnych Pionek i został trenerem Prochu. Rozegrał w nim jeden ligowy mecz. 22 lutego 2009 roku popełnił samobójstwo.

## Kariera piłkarska

### Proch Pionki
Sławomir Rutka rozpoczynał piłkarską karierę w Ludowym Klubie Sportowym Jodła Jedlnia–Letnisko. W wieku 16 lat został ściągnięty przez trenera Jerzego Leszczyńskiego do Prochu Pionki. Prowadzony przez niego zespół w sezonie 1992/1993 zajął w lidze okręgowej pierwsze miejsce, a po wygranym barażowym dwumeczu ze Stalą Kraśnik wywalczył historyczny awans do trzeciej ligi. Pobyt na trzecim szczeblu rozgrywkowym trwał rok. Po przegranym meczu ze Spółdzielcą Morszków 0:2 Proch spadł do IV ligi. Działacze klubu wraz z przedstawicielami Tomasovii Tomaszów Lubelski wystosowali pismo do Lubelskiego Okręgowego Związku Piłki Nożnej z propozycją powiększenia III ligi do 18 drużyn. Na Radzie Makroregionu w Lublinie stosunkiem głosów 3 do 5 odrzucono tę propozycję. Tym samym Proch został zdegradowany do IV ligi. Rutka należał wówczas do czołowych graczy swojego zespołu.

### Radomiak, MZKS Kozienice i Korona
W przerwie zimowej sezonu 1994/1995 Rutka przeszedł do Radomiaka Radom. Z nowym zespołem walczył w rozgrywkach drugiej ligi, grupy wschodniej. Klub nie był w stanie nadążyć za przemianami gospodarczo–politycznymi jakie zachodziły w tamtym czasie w kraju. Radomiak ostatecznie zakończył rozgrywki na 15. miejscu i spadł do trzeciej ligi. Po zakończeniu sezonu Rutka przeniósł się do MG MZKS Kozienice, gdzie występował przez dwa lata, a jego klub walczył o awans do drugiej ligi – dwukrotnie zajął wówczas drugie miejsce w tabeli.
W 1997 roku Rutka trafił do Korony Kielce, którą zasilił wraz ze swoim klubowym kolegą, bramkostrzelnym napastnikiem Grzegorzem Seremakiem (początkowo Korona chciała pozyskać jedynie Seremaka, ale działacze klubu z Kozienic zaproponowali jeszcze Rutkę i tak obaj zawodnicy trafili do kieleckiego klubu). W kieleckim zespole szybko wywalczył sobie miejsce w podstawowym składzie oraz był wyróżniającym się graczem.

### Gra w pierwszej lidze
Po półtora roku gry w Koronie Rutka odszedł do Legii Warszawa. W barwach stołecznej drużyny a zarazem I lidze zadebiutował 20 marca 1999 roku w zremisowanym 1:1 spotkaniu z Ruchem Radzionków, w którym zmienił w 79 minucie Jacka Bednarza. Do końca sezonu dostał szansę pokazania swoich umiejętności w czterech innych meczach, w tym z Pogonią Szczecin, w którym zagrał przez pełne 90 minut na pozycji stopera u boku Jacka Zielińskiego.
W rundzie jesiennej sezonu 1999/2000 Rutka wystąpił w barwach Legii w trzech meczach w Ekstraklasie, po czym odszedł do Widzewa Łódź w ramach rozliczenia transferu Tomasza Łapińskiego. W nowym klubie zadebiutował 5 marca 2000 roku w przegranym 0:1 spotkaniu z Polonią Warszawa. Nie zdołał jednak wywalczyć sobie miejsca w podstawowym składzie i do końca rozgrywek grywał głównie w końcówkach pojedynków. W 2000 roku Rutka przeszedł do Ruchu Radzionków, w którym w rundzie wiosennej grał w pierwszej jedenastce. Po spadku radzionkowskiego zespołu do drugiej ligi, Rutka powrócił do Widzewa. W marcu 2002 roku został przesunięty do rezerw przez ówczesnego trenera Dariusza Wdowczyka. Kilka miesięcy później uczestniczył w treningach Odry Wodzisław Śl., jednak ostatecznie został piłkarzem ŁKS-u. Rozegrał w nim 16 meczów w lidze oraz dwa w pucharze Polski.

### Powrót do Korony
W przerwie zimowej sezonu 2002/2003 Rutka po raz drugi w karierze podpisał kontrakt z Koroną Kielce. Trenerem kielczan był wówczas Dariusz Wdowczyk, który znał go z gry w Widzewie. Potrzebował lewego obrońcy i sprowadził właśnie Rutkę. Korona walczyła wtedy o awans do drugiej ligi z Cracovią. Ostatecznie przegrała rywalizację o promocję z krakowskim klubem, tracąc do niego siedem punktów. W kolejnym sezonie Rutka wystąpił łącznie w 25 meczach, a kielecki zespół uplasował się w tabeli na pierwszym miejscu i awansował do drugiej ligi. W sezonie 2004/2005 Rutka nie występował regularnie w Koronie, zaś wiosną zagrał tylko w dwóch spotkaniach. 31 maja 2005 roku, Korona pokonała na wyjeździe GKS Bełchatów 2:1 i po raz pierwszy w historii klubu awansowała do Ekstraklasy.
W swoim pierwszym meczu w Ekstraklasie Korona zremisowała bezbramkowo z Cracovią, zaś Rutka nie wystąpił w nim w ogóle. Później jednak, przebił się do podstawowego składu i regularnie grał w pierwszej jedenastce przez pełne 90 minut. W sezonie 2006/2007 był pierwszym rezerwowym dla Veselina Đokovicia oraz Hernaniego. Korona w tych rozgrywkach dotarła do finału pucharu Polski. Zmierzyła się w nim z Dyskobolią Grodzisk Wielkopolski i uległa 0:2 po golach Radosława Majewskiego i Jarosława Laty. W kolejnym sezonie Rutka trzykrotnie wystąpił w Ekstraklasie oraz osiem razy zagrał w Młodej Ekstraklasie.

## Afera korupcyjna
27 marca 2008 roku wrocławska prokuratura postawiła zarzuty korupcji kierownikowi Korony, Pawłowi Wolickiemu oraz asystentowi trenera, Arkadiuszowi Bilskiemu. Następnego dnia obaj zostali w trybie natychmiastowym zwolnieni z pracy. Ówcześni piłkarze klubu, którzy uczestniczyli również w rozgrywkach III ligi, zostali zawieszeni w prawach zawodnika do czasu zakończenia wewnętrznego śledztwa zmierzającego do pełnego wyjaśnienia czy i w jakim zakresie brali udział w procederze korupcyjnym. Z graczy Korony, którzy zostali zgłoszeni do rundy wiosennej Orange Ekstraklasy sezonu 2007/2008, w ówczesnych rozgrywkach III ligi uczestniczyli Rutka, Hermes i Jakub Zabłocki. Na początku kwietnia wszyscy trzej rozwiązali kontrakty ze swoim pracodawcą.
Pod koniec grudnia Prokuratura Krajowa we Wrocławiu oskarżyła o udział w korupcji w sprawie Korony Kielce 43 osoby – 19 piłkarzy, 12 sędziów, 6 obserwatorów PZPN i 6 trenerów i działaczy. Według prokuratury zawodnicy mieli ze swoich premii składać się na łapówki dla sędziów i obserwatorów PZPN. Wśród 43 oskarżonych znalazło się również nazwisko Sławomira Rutki. Piłkarz, tak jak 27 innych osób, przyznał się do zarzucanych mu czynów i zdecydował na dobrowolne poddanie się karze. Rutka zgodził się na wyrok 2 lat więzienia w zawieszeniu na 4 lata i grzywnę.

## Śmierć
"Sądzę, że afera korupcyjna miała duży wpływ na jego decyzję o odebraniu sobie życia. Zaledwie tydzień temu rozmawiałem z nim, jak czuje się z tym piętnem. Mówił, że sobie nie radzi i nie może się z tym pogodzić. Pożegnałem się z nim, mając nadzieję, że wszystko się ułoży. Gdy dowiedziałem się, że nie żyje, byłem w szoku"

Po rozwiązaniu kontraktu z Koroną Kielce Rutka powrócił do rodzinnych Pionek. Został zgłoszony do gry w Prochu, jednak nie mógł występować ponieważ wcześniej przeszedł skomplikowaną operację i jego kolano nie było jeszcze gotowe do wysiłku. Z czasem zaczął pomagać trenerowi Dariuszowi Nowakowi podczas zajęć z seniorami. W październiku 2008 roku ich role się zamieniły. Rutka został pierwszym szkoleniowcem, zaś Nowak grającym asystentem. W chwili przejęcia przez niego drużyny Proch zajmował w tabeli dziewiąte miejsce i miał 10 punktów straty do lidera. Działacze nie postawili przed Rutką żadnego celu w postaci awansu. On sam przyznał zaś, że w Pionkach jest dużo zdolnej młodzieży i chce wykorzystać olbrzymi potencjał jaki w niej drzemie. Na koniec rundy jesiennej Proch zajmował ósme miejsce w ligowej tabeli. Rutka wystąpił w jednym meczu.
22 lutego 2009 roku w godzinach wieczornych ciało Sławomira Rutki znalazła jego żona. Policja poinformowała, że piłkarz popełnił samobójstwo; powiesił się. Prokurator wykluczył udział osób trzecich. Dariusz Kozubek, zawodnik z którym Rutka grał w Koronie przyznał, że słyszał o tym, że zmarły mężczyzna miał problemy osobiste. Włodzimierz Gąsior, ówczesny trener kieleckiego klubu, powiedział, że według niego Rutka nie był przygotowany do życia bez piłki i być może nie mógł sobie z tym poradzić. Pogrzeb Rutki odbył się 24 lutego 2009 roku w kościele pod wezwaniem Najświętszej Marii Panny przy Alejach Lipowych w Pionkach.